# 더 필름
더 필름(The Film, 본명: 황경석)은 대한민국은 가수 겸 프로듀서, 작곡가, 작가, 레이블 대표이다. 한양대 미디어 커뮤니케이션을 전공했으며, 대학 재학 중 유재하 음악경연대회에서 동상을 수상하며 가요계에 데뷔하였다.

## 음반

### 정규 앨범
1. 1집 - 내 소리가 들리니?
2. 2집 - 영화 같은 음악의 시작
3. 3집
  1. Season 1
  2. Season 2 '여름'
  3. Season 3 '그녀의 봄'

## 책
1. 더필름 (2009.12). 《사랑에 다친 사람들에 대한 충고》. 바다봄.
2. 더필름 (2017.04). 《쏟아지는 밤》. 알에이치코리아. ISBN 9788925561455.

## 논란 및 사건/사고
팬과의 성관계 영상을 촬영한 혐의를 받고 있다.